# Dorimedont Popovici
Dorimedont Popovici, cunoscut ca Dori Popovici (n. 10 decembrie 1873, satul Rușii Mănăstioarei, Ducatul Bucovinei, Austro-Ungaria – d. 12 iunie 1950, închisoarea Sighet) a fost un om politic român, care a îndeplinit funcția de ministru pentru problemele Bucovinei. A fost unchiul avocatului Traian Popovici (1892-1946), fost primar al orașului Cernăuți. A fost fiul preotului Leon Popovici și frate cu Grigore Popovici.
A urmat cursurile școlii primare la Suceava și studiile secundare la Cernăuți, unde și-a susținut examenul de maturitate în anul 1892. A fost absolvent al Facultății de Drept de la Universitatea din Cernăuți unde a obținut titlul de doctor în drept. După absolvirea facultății a fost angajat la procuratura de finanțe Cernăuți, apoi la Direcția Generală a Bunurilor Fondului Bisericesc din Bucovina, în perioada 1897-1907, unde o vreme a fost administrator adjunct.

## Activitate politică
A fost membru în conducerea Partidului Apărărist din Bucovina (1906) și în „dirigența” Partidului Creștin Social Român din Bucovina (1908). Între anii 1910-1914 a fost deputat  al curiei a III-a (română)  în Dieta Bucovinei.  A îndeplinit funcția de viceprimar al orașului Cernăuți (1912-1915). Dr. Dorimedont Popovici a fost numit secretar la Interne în Guvernul Bucovinei(1918), condus de Iancu Flondor. La dezbaterile Consiliului Național al Bucovinei din 27 octombrie 1918, Dr. Dori Popovici a fost ales [prin aclamații] vicepreședinte al acestui Consiliu. A fost deputat în parlamentul României (1919). A fost președinte al Comisiei Regale pentru  Lichidarea și Unificarea Bucovinei.
După Unirea Bucovinei cu România (1918), a făcut parte din Partidul Democrat al Unirii din Bucovina, din septembrie 1919. La 13 aprilie 1920, generalul Alexandru Averescu a fost numit de regele Ferdinand I al României în funcția de președinte al Consiliului de Miniștri. După două săptămâni, regele a dizolvat Parlamentul și a convocat noi alegeri, pe care le-a câștigat Liga Poporului condusă de Averescu. În aprilie 1920, Liga Poporului a fuzionat cu o grupare desprinsă din Partidul Național Român condusă de Octavian Goga, cu o grupare a Partidului Țărănesc din Basarabia condusă de Sergiu Niță și cu o grupare desprinsă din Partidul Democrat al Unirii din Bucovina condusă de Dori Popovici. Noua organizație politică, care cuprindea astfel români din toate provinciile României Mari, și-a schimbat numele în Partidul Poporului.
Ca urmare, Dori Popovici a primit funcția de ministru de stat (fără portofoliu)  pentru problemele Bucovinei în guvernele conduse de generalul Averescu (13 martie 1920 - 17 decembrie 1921 și 30 martie  1926 - 4 iunie 1927). A fost membru al Partidului Național Țărănesc din decembrie 1927. În perioada interbelică s-a postat în opoziție față de profesorul universitar și politician Ion Nistor.
A lucrat ca publicist, editând printre altele ziarul „Țăranul” de la Chișinău; a publicat în  ziarul Apărarea Națională.
A fost arestat în noaptea de 5-6 mai 1950 și a fost deținut, fără judecată, la închisoarea Sighet, unde a murit după aproximativ o lună, la 12 iunie 1950, ca urmare a condițiilor de viață de acolo.

## Publicații
- Discurs istoric pentru popor, rostit la serbarea națională la mormântul lui Ștefan cel Mare în Putna, la 2/25 iulie 1904, Suceava, 1904